# Crista Aun
Crista Raquel Aun Muela (Culiacán, Sinaloa. 20 de julio de 1971) es una escritora y poeta mexicana. En 2019, ganó el Premio Nacional de Novela Breve. Su obra se enfoca en el cuento y la minificción.

## Formación
Aun es Licenciada en Educación con Especialización en Administración y Gestión Educativa por la Universidad de Guadalajara. Cuenta con especializaciones en creación literaria por la Sociedad General de Escritores de México (SOGEM), la Scuola Holden y el International Writing Program de la Universidad de Iowa.
Fue seleccionada en el Programa de Publicaciones 2018 del Instituto Sinaloense de Cultura ISC, para la serie Ex Libris, en la categoría de cuento.

## Publicaciones
- Caleidoscopio XII (2015)[5][6]
- Nada que fingir (2017)
- [i]letrados (2017)
- Madre en llamas (2018)
- No son tres (2019)
- Tras bambalinas (2019)

## Publicaciones en colaboración y antologías
- Todos somos inmigrantes: antología de cuentos breves (2017)

- Antología Virtual de Minificción Mexicana (2019)
- Antología Internacional de Minificción Piedra y Nido (2019)
- Tejidos malditos (2019)[7]

## Premios y reconocimientos
- Premio Nacional de Novela Breve (2019)[8]
- Primer lugar Microcuento GDLee (2015)
- Mención especial en el I Premio de Ciencia Ficción Fahrenheit (2015)
- Primer lugar Encuentro de Minificción Raúl Aceves (2017)
- Finalista del II Certamen Nacional de Cuento Nada que Fingir (2017)
- Tercer lugar de III Certamen Literario Internacional Pretextos por Escrito (2017)
- Finalista del II Concurso Internacional de Cuento Breve Todos Somos Migrantes (2017)
- Mención honorífica en el Concurso Nacional de Creación Literaria de la Universidad Autónoma de San Luis Potosí UASLP  (2018)